# Guanzate
Guanzate ist eine norditalienische Gemeinde (comune) in der Provinz Como in der Lombardei. 

## Lage und Einwohner
Die 5747 Einwohnern (Stand 31. Dezember 2023) zählende Gemeinde liegt rund 15 Kilometer südwestlich von der Provinzhauptstatd Como am Parco del Lura. Die nördliche Gemeindegrenze bildet die Lura. 
Die Nachbar Gemeinden sind Appiano Gentile, Bulgarograsso, Cadorago, Cassina Rizzardi, Cirimido, Fenegrò, Fino Mornasco, Lomazzo und Veniano.

## Verkehr
Östlich des Gemeindegebiets führt die Autostrada A9 von Lainate nach Como und weiter in die Schweiz. 

## Sehenswürdigkeiten
- Pfarrkirche Santa Maria Assunta (1854), Architekt: Giacomo Moraglia[2]
- Wallfahrtskirche Beata Vergine in San Lorenzo (1660)[3]
- Denkmal der Gefallenen des Ersten Weltkriegs
- Denktafel der erschossenene Partisane Luigi Clerici und Elio Zampiero